# Brønderslev (gemeente)
Brønderslev is een gemeente in de Deense regio Nordjylland (Noord-Jutland). Bij de herindeling van 2007 werd de gemeente Dronninglund bij Brønderslev gevoegd. De huidige gemeente telt 36.128 inwoners (2017).
In 2005 telde de voormalige gemeente Brønderslev nog 20.107 inwoners.
Oorspronkelijk had de gemeente Brønderslev - Dronninglund als naam, wat de langste gemeentenaam in Denemarken was. Bij de eerste gemeenteraad werd besloten de naam in te korten tot Brønderslev en voortaan die naam te hanteren.

## Plaatsen in de gemeente
- Brønderslev
- Hjallerup
- Dronninglund
- Serritslev
- Asaa
- Øster Brønderslev
- Hallund
- Jerslev
- Klokkerholm
- Agersted
- Tise
- Stenum
- Flauenskjold

Aalborg · Brønderslev · Frederikshavn · Hjørring · Jammerbugt · Læsø · Mariagerfjord · Morsø · Rebild · Thisted · Vesthimmerland